# Бряуніс Альгімантас Іонович
Альгімантас (Арунас) Іонович Бряуніс (лит. Algimantas Briaunys; нар. 3 листопада 1964, Совєтськ (Калінінградська область), РРФСР) — радянський і литовський футболіст, воротар; тренер.

## Кар'єра гравця
Вихованець ДЮСШ міста Клайпеда, перший тренер — Ф. Фінкеліс. У 1983-1990 роках грав за клайпедські клуби «Гранітас», «Атлантас», «Сіріюс». Навесні 1989 року провів дві гри за вільнюський «Жальгіріс» у Кубку Федерації футболу СРСР. У 1990-1991 роках зіграв 30 матчів у складі клубу «Іверія» (Хашурі) у вищій лізі чемпіонату Грузії. 1991 рік провів у команді «Пардаугава» (Рига) в першій лізі першості СРСР. 13 травня 1992 року зіграв єдиний матч у чемпіонаті Росії в складі московського «Асмаралу»: з Бряунісом у терміновому порядку був підписаний контракт, так як Олексій Шиянов був дискваліфікований, Олександр Шишкін травмований, а третій воротар Радишевський не користувався довірою тренерського штабу. У тому ж році перейшов у команду першої української ліги «Галичина» (Дрогобич), в якій відіграв наступні 1,5 сезону класом нижче. У 1994-1995 роках грав за талліннську «Флору», в 1996 провів один матч у складі данського ФК «Копенгаген» і 6 — за естонський ФК «Лелле». Потім перейшов у «Жальгіріс», де за 1,5 сезони зіграв 32 гри. У 1998-2001 грав у чемпіонаті Латвії за «Металургс» (Лієпая), кар'єру гравця завершив у 2002 році в складі «Атлантаса».

## Кар'єра в збірній
У 1996-1997 роках провів 4 матчі за збірну Литви.

## Кар'єра тренера
Працював тренером воротарів в «Атлантасі», російському ФК «Орел», латвійському «Металурзі» (Лієпая), таллінській «Флорі». У 2006-2008 і в 2011 роках — тренер воротарів і помічник головного тренера в талліннській «Левадії», у 2009-2010 роках — тренер воротарів у «Бангі» (Гаргждай). З 7 вересня 2012 по 2 квітня 2013 року був головним тренером «Калева» (Сілламяе), потім став тренером воротарів і помічником головного тренера клубу. З травня 2016 року по квітень 2017 роки знову працював головним тренером «Калева».

## Досягнення

### Як гравця
«Флора»
- Мейстріліга
  -  Чемпіон (2): 1993/94, 1994/95
  -  Срібний призер (1): 1995/96

- Кубок Естонії
  -  Володар (1): 1994/95

«Жальгіріс»
- А-ліга
  -  Срібний призер (2): 1996/97, 1997/98

- Кубок Литви
  -  Володар (1): 1997

«Металургс» (Лієпая)
- Латвійська футбольна Вища ліга
  -  Срібний призер (2): 1998, 1999
  -  Бронзовий призер (2): 2000, 2001

«Атлантас»
- А-ліга
  -  Срібний призер (1): 2002